# スクーナー

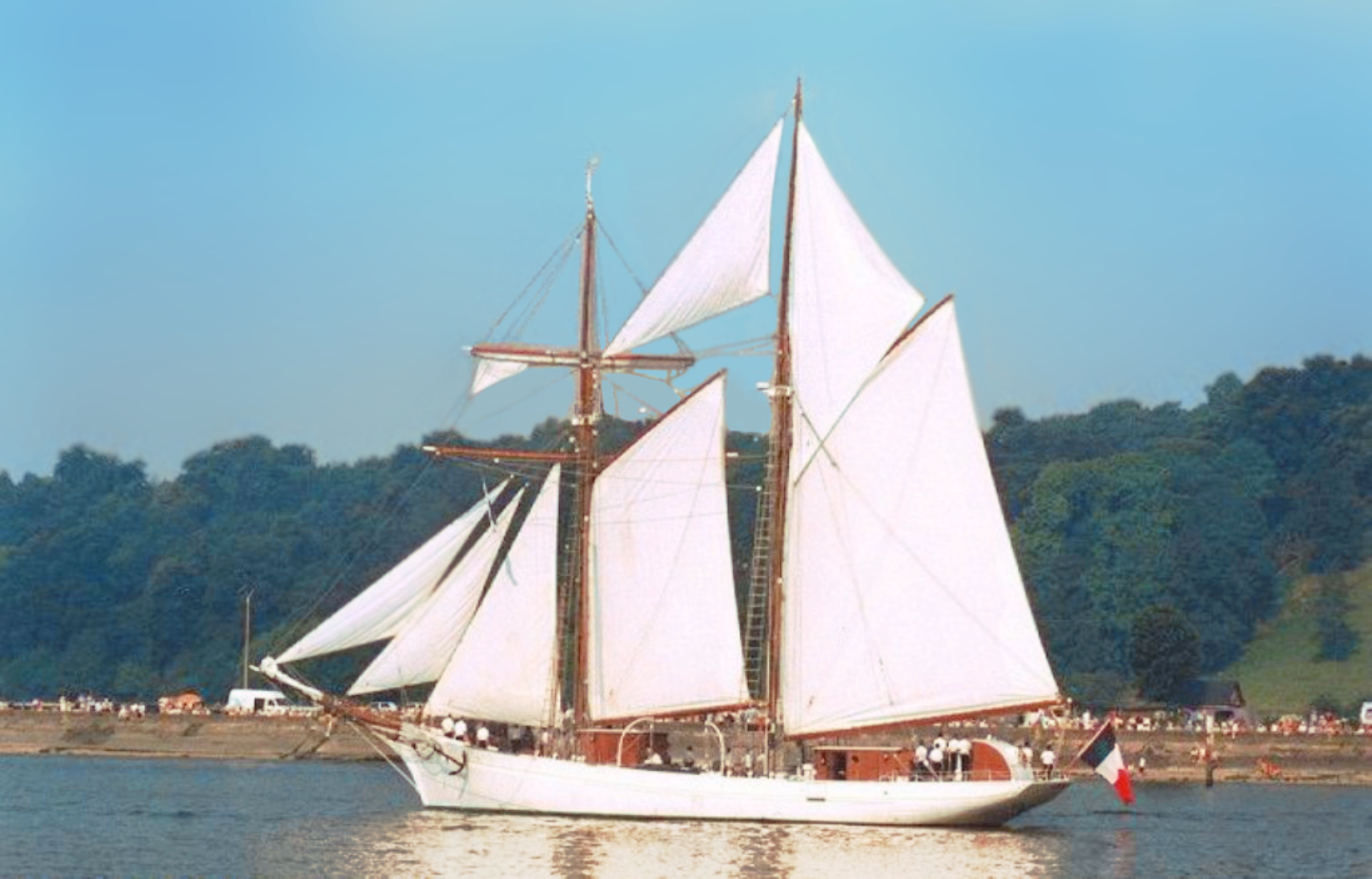
フランス海軍の2本マストスクーナー、エトワール

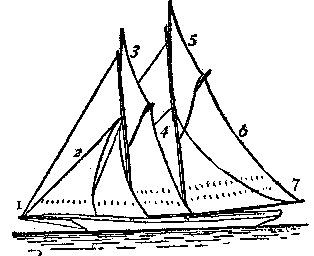
スクーナーの帆装図。1）バウスプリット、2）ジブ、3）フォアガフトップセイル、4）フォアセイル、5）メインガフトップセイル、6）メインセイル、7）ブーム

スクーナー（英語: schooner）とは、2本以上のマストに張られた縦帆帆装を特徴とする、帆船の一種である。スクーナーは、最初にオランダで16世紀から17世紀にかけて用いられ、アメリカ独立戦争の時期に北米でさらに発展した。日本では幕末に君沢形と呼ばれた。

## 名前の由来

### スクーナー
ブリタニカ百科事典第11版によると、建築業者アンドリュー・ロビンソンによって建造され、1713年にグロスターで進水したものが最初のスクーナーと呼ばれた船であるという。「スクーナー」という名前は、見物人が叫んだ「Oh how she scoons」という言葉が由来であるという。それに対しロビンソンは「A schooner let her be」と言ったという。ウォルター・ウィリアム・スキートによると、schの綴りがオランダ語やドイツ語のスペルから取り入れられるまでは「scoon」であったという。
ただし、アメリカの帆船研究家チャベルによると、「それ以前に同様の帆船（スクーナー）の絵が発見されており、アンドリュー・ロビンソンがスクーナーを発明した」というのは「後世の作り話だろう」とする。理由は、その絵は縦帆だけの船で、「スクーナー」と呼ばれていたかは不明であるが、18世紀の始めにはアメリカ沿岸用として使用されていたのであるから、少なくともアンドリュー・ロビンソンが「スクーナー」の発明者ではない。と推察している。

### 君沢形

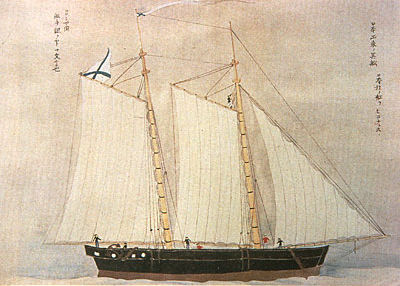
君沢形一番船「ヘダ号」の絵図

1855年（安政2年）、開国の目的で来日したロシアのエフィム・プチャーチン一行の喪失した乗艦「ディアナ号」の代りに「ヘダ（戸田）号」（75トン）がロシア人船員（帆船乗員は航海中の船体損傷修理のため造船技術も全般に習得していることが多かった）に加えて、日本人船大工を交えて幕府により建造された。その後、幕府は戸田村で6隻、石川島で4隻のスクーナーを建造した。この船型を建造地が「伊豆君沢郡戸田村」であったことから「君沢形」と名付けた。ちなみに戸田号建造からスクーナー建造までの現場責任者は江川英龍で、（当時江川に弟子入りしていた）桂小五郎は江川の許可の下地元長州から船大工を現場に招き、長州に君沢型の建造技術を伝えている（後に桂はこの件で長州藩から表彰されている）。
その後、同型ではなくともスクーナー一般に対する呼称として、君沢形の名が使われることがあった。

## 構造

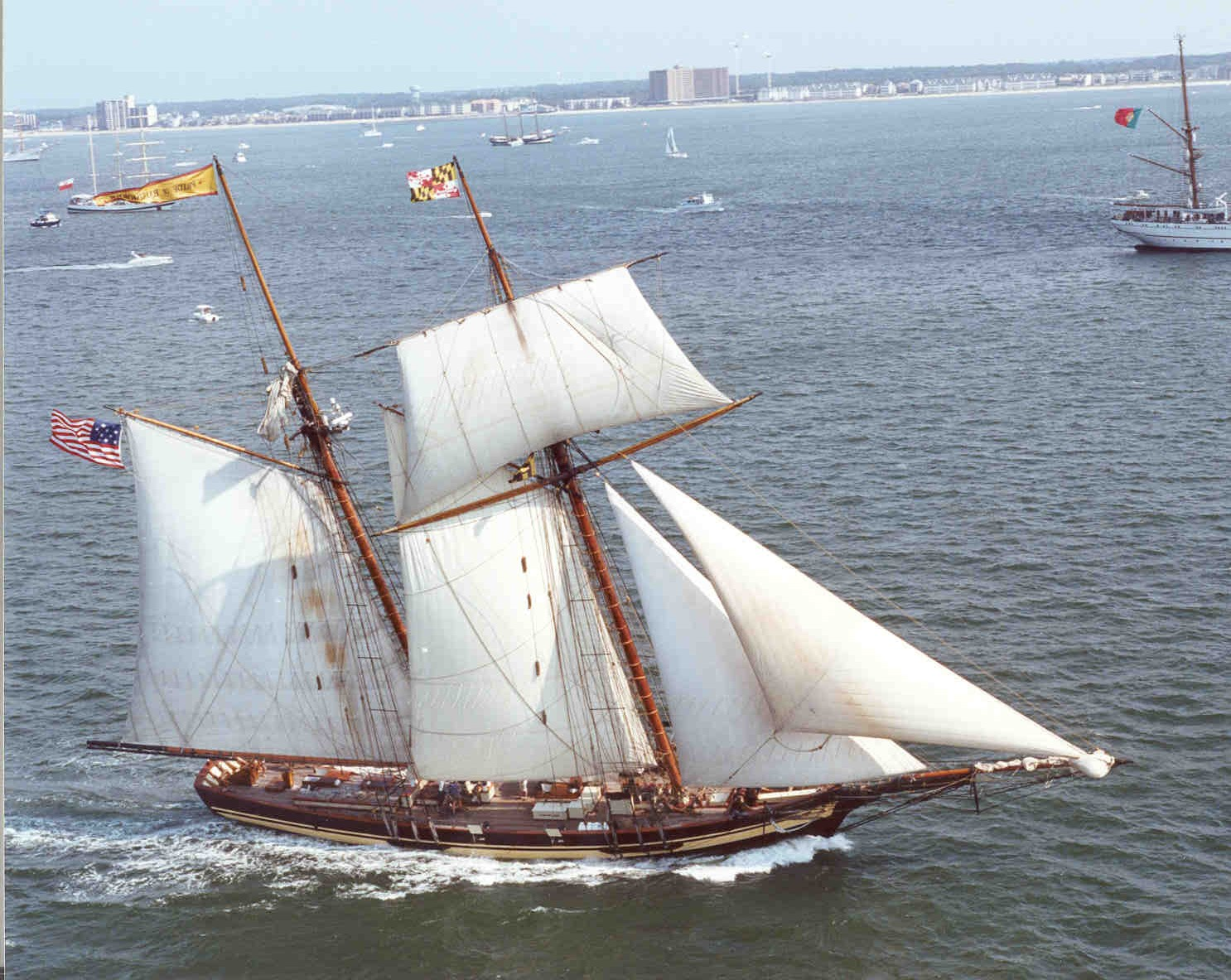
アメリカの2本マストトップスルスクーナー、プライド・オブ・ボルチモア

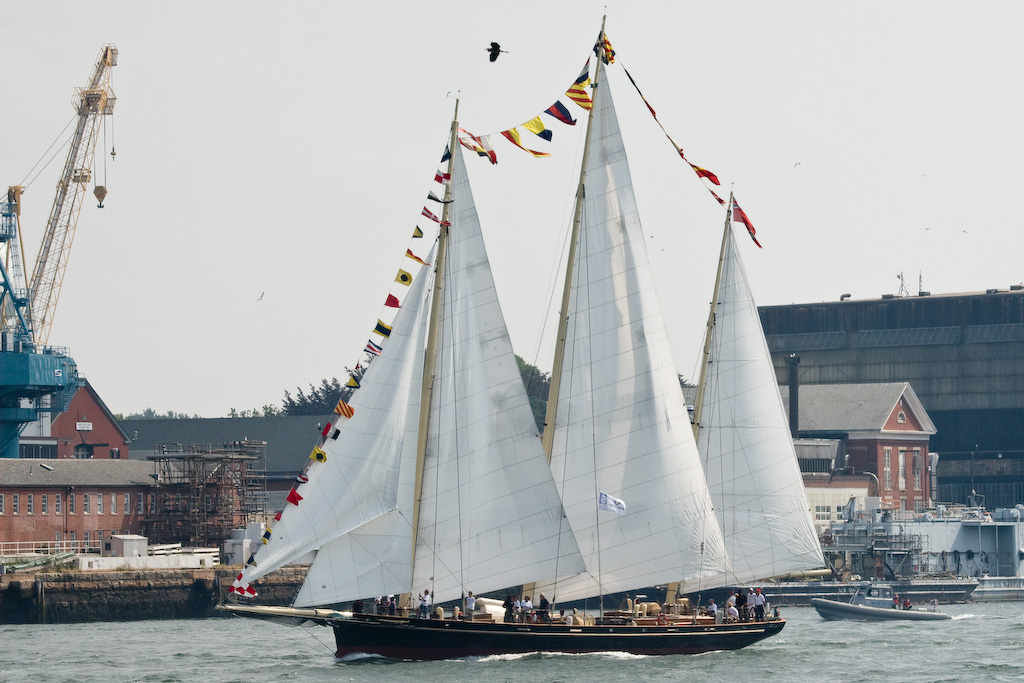
イギリス海軍の3本マストバミューダ帆装スクーナー、スピリット・オブ・バミューダ

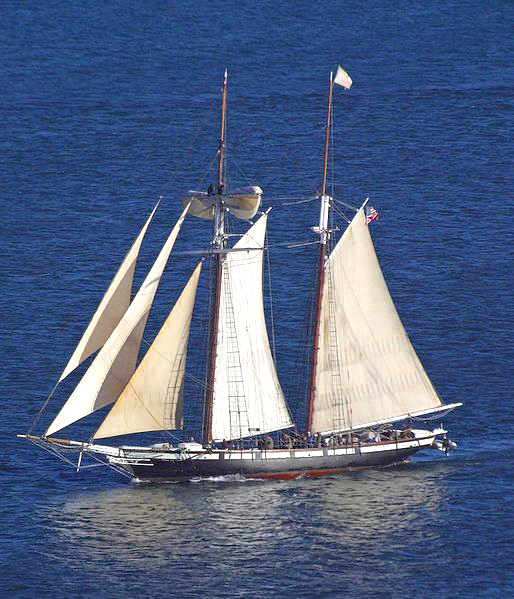
1984年建造のボルチモアクリッパー・カリフォルニアン

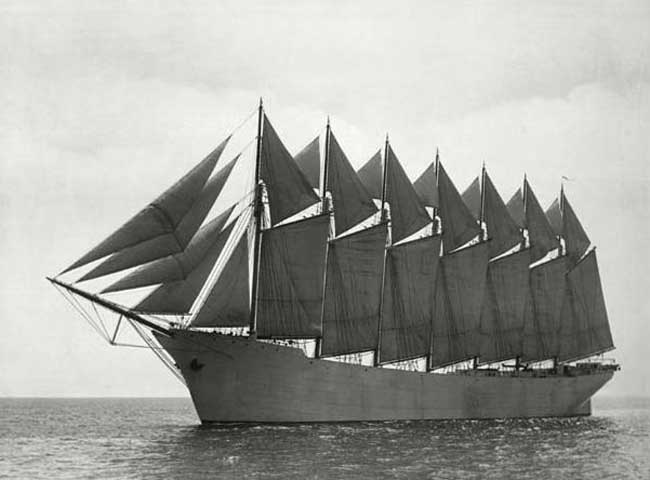
7本マストのトーマス・W・ローソン

スクーナーは2本以上のマストを持ち、最後部のマストが最も高いか、もしくは全て同じ高さとなっている。最前部のマストが最も高い船をケッチといい、スクーナーとは分けている。伝統的なスクーナーは最前のマストにガフセイルを持つ。まれにガフセイルと同時に、上部に横帆のフォアコースセイルが張られる。フォアマストのみに横帆を持つスクーナーをトップスルスクーナー（Topsail Schooner）、フォア・メインの両方のマストに横帆を持つスクーナーをツートップスルスクーナー（Two-topsail Schooner）あるいはジャッカスブリッグ（Jackass brig）と呼ぶ。

最も一般的なスクーナー
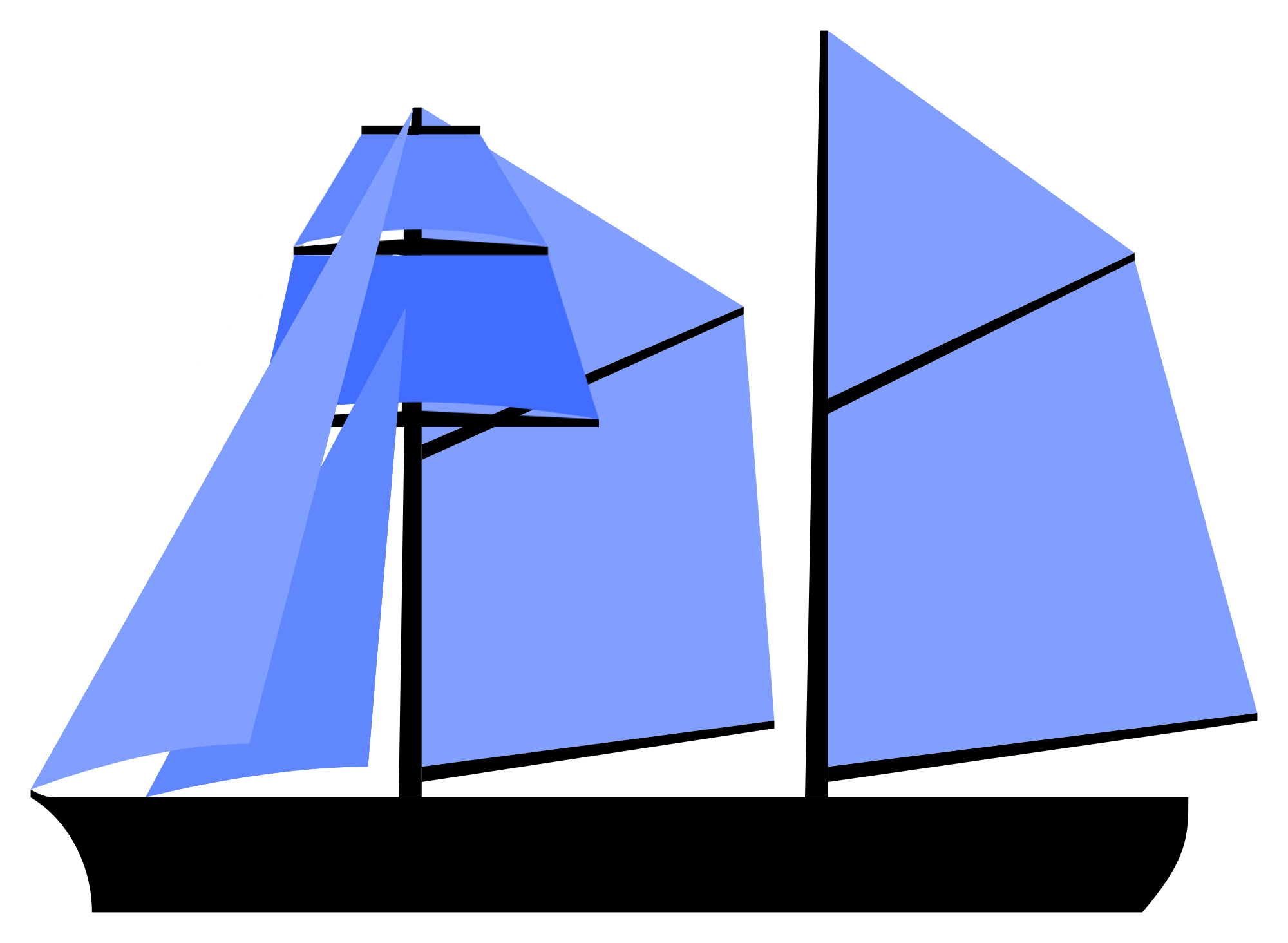
トップスルスクーナー
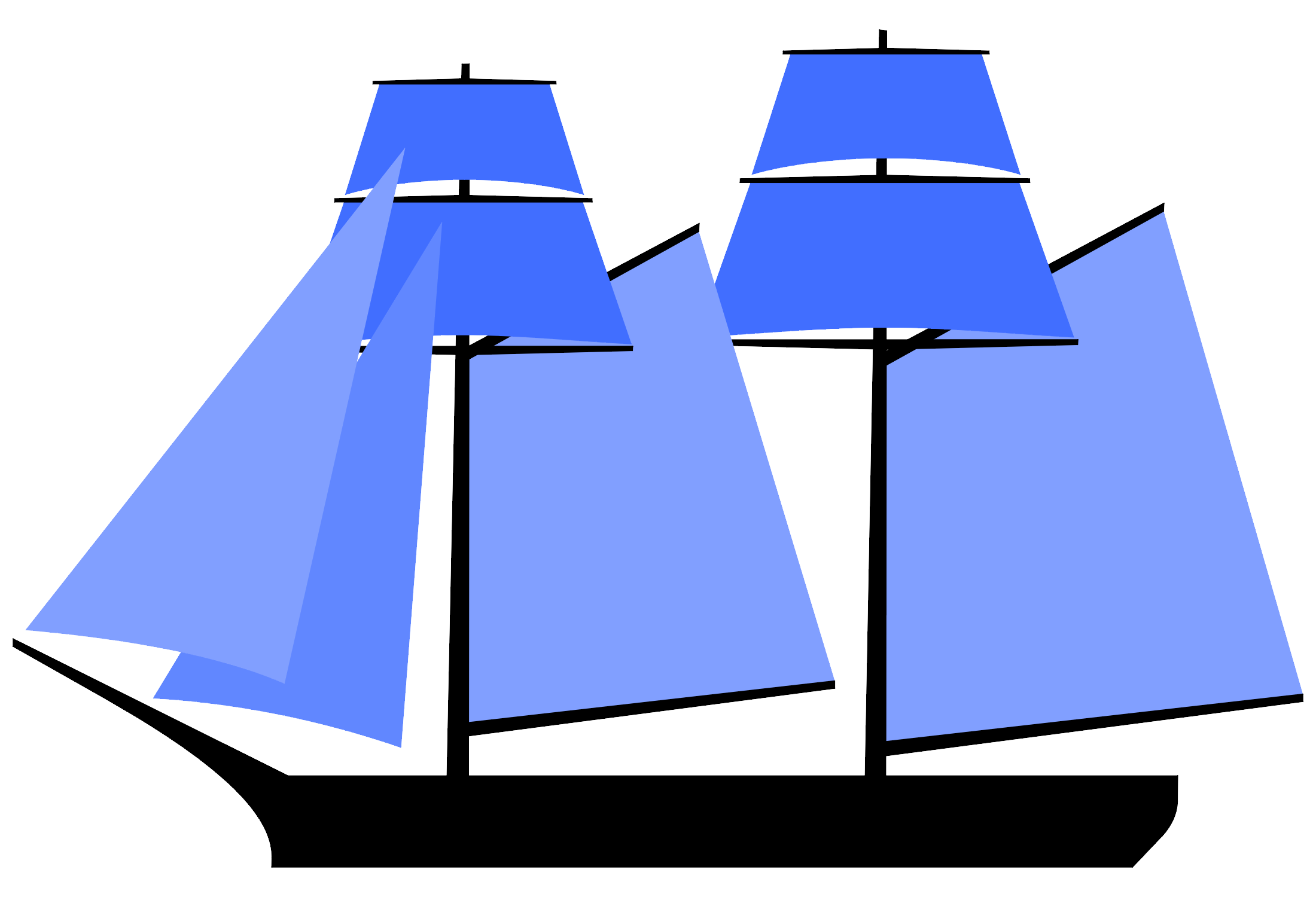
ツートップスルスクーナー

縦帆はガフセイルであることが多いが、前衛的なスクーナーはバミューダ帆装を持つものも存在する。バミューダ諸島では、17世紀初頭にバミューダ帆装されたスループ（バミューダスループ）が現れ、2,3本マストのバミューダ帆装スクーナーも登場して19世紀前半まで使用された。それらは併せて、バリフースクーナー（Ballyhoo schooners）と呼ばれていた。そういったタイプの有名な船は、英国軍艦のピッキーである。また、一部のスクーナーはメインマストにバミューダ帆装をもち、フォアマストにはガフセイルを持っていた。ステイスルスクーナーはフォアセイルを持たない代わりにキャリーセイルとメインステイセイルを持つ。
スクーナーは、アメリカ合衆国で多用され、また北ヨーロッパでも人気を得ていた。中でも2本マストのスクーナーが一般的で、少数の船員で帆の操作が行えるのが大きな特徴である。また、逆風時の速度（海流の強い海域での陸岸に対して）が要求される場面、沿岸航行の商船や漁船などの用途で広く使われた。チェサピーク湾周辺では、ボルチモアクリッパーなど複数の特徴的なスクーナータイプへと進化を遂げた。小型のスクーナーは2本または3本のマストであることが一般的であったが、これらの船は6本または7本のマストを持つこともあった。特に1902年に建造されたトーマス・W・ローソンは最大である7本マストを持つ唯一の船で、鋼の船体は全長120m高さ47mと帆船では最大級で、25枚もの帆を持ちその面積は4,000m²にも及んだ。
マサチューセッツ州のエセックスは、スクーナー建造の重要拠点であった。1850年代までに、15箇所の造船所で1年に50隻以上のペースで建造された。エセックスは、北アメリカの漁業用スクーナー製造の中心地として認められていた。合計で4,000隻以上を進水させ、その多くはマサチューセッツ州の漁業の中心地グロスター向けであった。

## 用途
スクーナーは、遠洋航海から沿岸や内陸水域まで、幅広い環境で船荷の輸送に使用されている。スクーナーは北アメリカ大陸で広く使用されており、1800年代の全盛期には、2000隻を越えるスクーナーがアメリカ五大湖を横断して船荷を運んでいた。3本マストの「ターン」は、カナダの沿岸諸州で好まれていた艤装である。2本マストのスクーナー・ブルーノーズは、極めて有名である。

## 有名なスクーナー
- ヘダ号（戸田号）
- Adventuress
- Alma
- America
- La Amistad
- Bluenose
- Californian
- Chasseur

- USS Dolphin (1821)
- USS Enterprise (1799)
- Equator
- Ernestina
- Esperanto
- USS Lynx (1814)
- HMS Pickle
- Pride of Baltimore

- The Royalist
- HMS Sultana
- Thomas W. Lawson
- Tole Mour
- Wawona
- Wyoming
- Zodiac